# Казахстан на зимней Универсиаде 2017
Казахстан на XXVIII Всемирной Зимней Универсиаде в Алматы представлен 164 спортсменами в 12 видах спорта.
Вознаграждение за каждую золотую медаль для казахстанских спортсменов составит 15 тысяч долларов, за серебряную — 10 тысяч, за бронзовую — 5 тысяч.

## Призёры
|  |
|  |

## Результаты

### Биатлон
Спортсменов — 16

#### Мужчины
| Соревнование                                  | Спортсмены         | Стрельба | Время     | Место |
| --------------------------------------------- | ------------------ | -------- | --------- | ----- |
| 20 км индивидуальная гонка Финишный протокол  | Максим Браун       | 1+1+0+0  | 1:06:46.5 | 8     |
| 20 км индивидуальная гонка Финишный протокол  | Антон Пантов       | 2+0+1+1  | 1:06:50.8 | 9     |
| 20 км индивидуальная гонка Финишный протокол  | Роман Еремин       | 1+1+1+3  | 1:07:05.5 | 10    |
| 20 км индивидуальная гонка Финишный протокол  | Тимур Хамитгатин   | 1+1+1+1  | 1:07:28.4 | 13    |
| 20 км индивидуальная гонка Финишный протокол  | Василий Подкорытов | 2+1+3+0  | 1:08:21.7 | 18    |
| 20 км индивидуальная гонка Финишный протокол  | Владислав Витенко  | 0+1+3+1  | 1:08:59.3 | 22    |
| 10 км спринт Финишный протокол                | Роман Еремин       | 2+0      | 27:24.6   | 3     |
| 10 км спринт Финишный протокол                | Антон Пантов       | 1+0      | 27:37.7   | 6     |
| 10 км спринт Финишный протокол                | Василий Подкорытов | 2+0      | 28:01.0   | 10    |
| 10 км спринт Финишный протокол                | Тимур Куц          | 0+0      | 28:30.2   | 16    |
| 10 км спринт Финишный протокол                | Максим Браун       | 1+1      | 29:09.6   | 20    |
| 10 км спринт Финишный протокол                | Владислав Витенко  | 3+0      | 29:45.0   | 30    |
| 12,5 км гонка преследования Финишный протокол | Антон Пантов       | 1+1+1+0  | 33:06.8   | 7     |
| 12,5 км гонка преследования Финишный протокол | Роман Еремин       | 2+2+0+1  | 33:19.7   | 8     |
| 12,5 км гонка преследования Финишный протокол | Василий Подкорытов | 1+2+0+0  | 33:25.5   | 9     |
| 12,5 км гонка преследования Финишный протокол | Максим Браун       | 2+0+0+1  | 35:04.1   | 14    |
| 12,5 км гонка преследования Финишный протокол | Тимур Куц          | 0+1+1+2  | 35:21.7   | 17    |
| 12,5 км гонка преследования Финишный протокол | Владислав Витенко  | 1+1+2+1  | 36:04.7   | 23    |
| 15 км масс-старт                              |                    |          |           |       |

#### Женщины
| Соревнование                                  | Спортсмены            | Стрельба | Время     | Место |
| --------------------------------------------- | --------------------- | -------- | --------- | ----- |
| 15 км индивидуальная гонка Финишный протокол  | Алина Райкова         | 0+1+1+0  | 59:48.7   | 1     |
| 15 км индивидуальная гонка Финишный протокол  | Галина Вишневская     | 1+3+0+0  | 1:02:09.8 | 2     |
| 15 км индивидуальная гонка Финишный протокол  | Дарья Усанова         | 1+1+0+3  | 1:02:44.2 | 4     |
| 15 км индивидуальная гонка Финишный протокол  | Елизавета Бельченко   | 0+2+0+2  | 1:02:59.2 | 5     |
| 15 км индивидуальная гонка Финишный протокол  | Анна Кистанова        | 3+2+0+3  | 1:06:41.4 | 10    |
| 15 км индивидуальная гонка Финишный протокол  | Александра Сасина     | 0+0+5+0  | 1:07:32.3 | 14    |
| 7.5 км спринт Финишный протокол               | Галина Вишневская     | 1+0      | 21:43.1   | 1     |
| 7.5 км спринт Финишный протокол               | Дарья Усанова         | 1+2      | 22:49.1   | 7     |
| 7.5 км спринт Финишный протокол               | Анна Кистанова        | 0+2      | 22:54.2   | 8     |
| 7.5 км спринт Финишный протокол               | Алина Райкова         | 0+1      | 23:14.2   | 12    |
| 7.5 км спринт Финишный протокол               | Елизавета Бельченко   | 2+2      | 24:28.4   | 18    |
| 7.5 км спринт Финишный протокол               | Анастасия Кондратьева | 1+2      | 24:48.9   | 21    |
| 12,5 км гонка преследования Финишный протокол | Дарья Усанова         | 2+2+3+1  | 33:55.0   | 6     |
| 12,5 км гонка преследования Финишный протокол | Алина Райкова         | 0+0+1+2  | 34:05.8   | 7     |
| 12,5 км гонка преследования Финишный протокол | Анна Кистанова        | 1+2+2+2  | 35:06.3   | 10    |
| 12,5 км гонка преследования Финишный протокол | Елизавета Бельченко   | 1+2+1+1  | 35:51.5   | 13    |
| 12,5 км гонка преследования Финишный протокол | Анастасия Кондратьева | 0+0+2+3  | 37:52.1   | 18    |
| 12,5 км гонка преследования Финишный протокол | Галина Вишневская     | DNF      | DNF       | DNF   |
| 15 км масс-старт                              |                       |          |           |       |

#### Смешанные соревнования
| Соревнование                                           | Спортсмены                                                      | Стрельба | Время     | Место |
| ------------------------------------------------------ | --------------------------------------------------------------- | -------- | --------- | ----- |
| Смешанная Эстафета 2×6 км + 2×7,5 км Финишный протокол | Галина Вишневская Дарья Усанова Василий Подкорытов Антон Пантов | 1+9      | 1:15:08.4 | 2     |

### Горнолыжный спорт
Спортсменов — 7

#### Мужчины
| Соревнование      | Спортсмены        | Супергигант/ 1 спуск | Супергигант/ 1 спуск | Слалом/ 2 спуск | Слалом/ 2 спуск | Всего   | Место |
| Соревнование      | Спортсмены        | Время                | Место                | Время           | Место           | Всего   | Место |
| ----------------- | ----------------- | -------------------- | -------------------- | --------------- | --------------- | ------- | ----- |
| Суперкомбинация   | Захар Кучин       | 1:11.16              | 37                   | 1:02.03         | 27              | 2:13.19 | 28    |
| Суперкомбинация   | Сергей Данов      | 1:11.88              | 42                   | DNF             | DNF             | DNF     | DNF   |
| Суперкомбинация   | Александр Костров | 1:12.71              | 45                   | DNF             | DNF             | DNF     | DNF   |
| Суперкомбинация   | Алексей Сысоев    | 1:13.04              | 46                   | DNF             | DNF             | DNF     | DNF   |
| Суперкомбинация   | Мартин Хубер      | DNF                  | DNF                  | DNF             | DNF             | DNF     | DNF   |
| Супергигант       | Мартин Хубер      | Не проводится        | Не проводится        | Не проводится   | Не проводится   | 1:05.17 | 12    |
| Супергигант       | Захар Кучин       | Не проводится        | Не проводится        | Не проводится   | Не проводится   | 1:07.40 | 37    |
| Супергигант       | Сергей Данов      | Не проводится        | Не проводится        | Не проводится   | Не проводится   | 1:08.20 | 39    |
| Супергигант       | Александр Костров | Не проводится        | Не проводится        | Не проводится   | Не проводится   | 1:09.08 | 45    |
| Супергигант       | Алексей Сысоев    | Не проводится        | Не проводится        | Не проводится   | Не проводится   | 1:09.50 | 49    |
| Гигантский слалом | Захар Кучин       | 1:09.78              | 53                   | 1:12.60         | 42              | 2:22.38 | 44    |
| Гигантский слалом | Сергей Данов      | 1:11.20              | 61                   | 1:15.10         | 55              | 2:26.30 | 55    |
| Гигантский слалом | Алексей Сысоев    | DNF                  | DNF                  | DNF             | DNF             | DNF     | DNF   |
| Слалом            |                   |                      |                      |                 |                 |         |       |
|                   |                   |                      |                      |                 |                 |         |       |
|                   |                   |                      |                      |                 |                 |         |       |
|                   |                   |                      |                      |                 |                 |         |       |

#### Женщины
| Соревнование      | Спортсмены        | Супергигант/ 1 спуск | Супергигант/ 1 спуск | Слалом/ 2 спуск | Слалом/ 2 спуск | Всего   | Место |
| Соревнование      | Спортсмены        | Время                | Место                | Время           | Место           | Всего   | Место |
| ----------------- | ----------------- | -------------------- | -------------------- | --------------- | --------------- | ------- | ----- |
| Суперкомбинация   | Мария Григорова   | 1:10.34              | 32                   | 1:21.08         | 25              | 2:31.42 | 25    |
| Суперкомбинация   | Екатерина Карпова | 1:05.64              | 27                   | DNF             | DNF             | DNF     | DNF   |
| Супергигант       | Екатерина Карпова | Не проводится        | Не проводится        | Не проводится   | Не проводится   | 1:11.97 | 28    |
| Супергигант       | Мария Григорова   | Не проводится        | Не проводится        | Не проводится   | Не проводится   | 1:15.23 | 29    |
| Гигантский слалом | Мария Григорова   | 1:27.65              | 41                   | 1:18.36         | 35              | 1:18.36 | 35    |
| Слалом            |                   |                      |                      |                 |                 |         |       |
|                   |                   |                      |                      |                 |                 |         |       |

#### Командные гонки
| Соревнование                 | Страна    | 1/8 финала    | Четвертьфинал         | Полуфинал             | Финал                 | Место |
| Соревнование                 | Страна    | Соперник Счет | Соперник Счет         | Соперник Счет         | Соперник Счет         | Место |
| ---------------------------- | --------- | ------------- | --------------------- | --------------------- | --------------------- | ----- |
| Параллельная командная гонка | Казахстан | Австрия · 0-4 | Завершили выступление | Завершили выступление | Завершили выступление | 9     |

### Кёрлинг
Спортсменов — 10

#### Мужчины
Состав
| Четвёртый   | Третий          | Второй           | Первый      | Запасной         |
| ----------- | --------------- | ---------------- | ----------- | ---------------- |
| Дэниель Ким | Аблайхан Жузбай | Дмитрий Гарагуль | Ренас Ахмад | Тамерлан Иргебай |

Групповой этап
Турнирная таблица (итоговое положение команд)
|  | Команды, выходящие в полуфинал    |
|  | Команды, участвующие в тай-брейке |

| Место | Страна           | 1    | 2    | 3    | 4    | 5    | 6    | 7   | 8    | 9    | 10   | В | П |
| ----- | ---------------- | ---- | ---- | ---- | ---- | ---- | ---- | --- | ---- | ---- | ---- | - | - |
| 1     | Великобритания   | *    | 8:3  | 5:4  | 7:4  | 5:3  | 9:7  | 9:4 | 9:5  | 10:4 | 10:1 | 9 | 0 |
| 2     | Швеция           | 3:8  | *    | 11:2 | 7:5  | 8:5  | 6:7  | 7:5 | 11:6 | 10:3 | 8:1  | 7 | 2 |
| 3     | Чехия            | 4:5  | 2:11 | *    | 2:7  | 8:7  | 4:3  | 8:2 | 8:5  | 6:5  | 10:2 | 6 | 3 |
| 4     | Норвегия         | 4:7  | 5:7  | 7:2  | *    | 12:4 | 5:4  | 5:9 | 7:4  | 6:7  | 8:0  | 5 | 4 |
| 5     | Республика Корея | 3:5  | 5:8  | 7:8  | 4:12 | *    | 7:4  | 8:4 | 5:6  | 7:6  | 13:2 | 4 | 5 |
| 6     | США              | 7:9  | 7:6  | 3:4  | 4:5  | 4:7  | *    | 6:4 | 7:5  | 5:7  | 10:4 | 4 | 5 |
| 7     | Канада           | 4:9  | 5:7  | 2:8  | 9:5  | 4:8  | 4:6  | *   | 5:4  | 6:5  | 7:1  | 4 | 5 |
| 8     | Россия           | 5:9  | 6:11 | 5:8  | 4:7  | 6:5  | 5:7  | 4:5 | *    | 7:4  | 8:1  | 3 | 6 |
| 9     | Япония           | 4:10 | 3:10 | 5:6  | 7:6  | 6:7  | 7:5  | 5:6 | 4:7  | *    | 7:3  | 3 | 6 |
| 10    | Казахстан        | 1:10 | 1:8  | 2:10 | 0:8  | 2:13 | 4:10 | 1:7 | 1:8  | 3:7  | *    | 0 | 9 |

#### Женщины
Состав
| Четвёртый      | Третий           | Второй          | Первый           | Запасной        |
| -------------- | ---------------- | --------------- | ---------------- | --------------- |
| Рамина Юничева | Анастасия Сургай | Камила Баканова | Ситора Аллиярова | Зарина Кахарова |

Групповой этап
Турнирная таблица (итоговое положение команд)
|  | Команды, выходящие в полуфинал    |
|  | Команды, участвующие в тай-брейке |

| Место | Страна           | 1    | 2    | 3    | 4    | 5   | 6    | 7    | 8    | 9    | 10   | В | П |
| ----- | ---------------- | ---- | ---- | ---- | ---- | --- | ---- | ---- | ---- | ---- | ---- | - | - |
| 1     | Канада           | *    | 7:4  | 5:3  | 5:9  | 6:5 | 8:2  | 8:9  | 6:2  | 10:5 | 13:2 | 7 | 2 |
| 2     | Россия           | 4:7  | *    | 6:5  | 7:3  | 9:3 | 4:7  | 8:7  | 6:8  | 9:3  | 14:1 | 6 | 3 |
| 3     | Швеция           | 3:5  | 5:6  | *    | 8:7  | 6:7 | 6:5  | 6:5  | 12:8 | 12:2 | 13:5 | 6 | 3 |
| 4     | Великобритания   | 9:5  | 3:7  | 7:8  | *    | 6:5 | 9:6  | 4:8  | 8:7  | 7:6  | 10:4 | 6 | 3 |
| 4     | Швейцария        | 5:6  | 3:9  | 7:6  | 5:6  | *   | 8:7  | 6:4  | 5:4  | 7:4  | 8:3  | 6 | 3 |
| 6     | Республика Корея | 2:8  | 7:4  | 5:6  | 6:9  | 7:8 | *    | 9:8  | 8:4  | 9:6  | 14:2 | 5 | 4 |
| 7     | Китай            | 9:8  | 7:8  | 5:6  | 8:4  | 4:6 | 8:9  | *    | 7:6  | 9:6  | 10:0 | 5 | 4 |
| 8     | Германия         | 2:6  | 8:6  | 8:12 | 7:8  | 4:5 | 4:8  | 6:7  | *    | 10:2 | 13:2 | 3 | 6 |
| 9     | Норвегия         | 5:10 | 3:9  | 2:12 | 6:7  | 4:7 | 6:9  | 6:9  | 2:10 | *    | 10:4 | 1 | 8 |
| 10    | Казахстан        | 2:13 | 1:14 | 5:13 | 4:10 | 3:8 | 2:14 | 0:10 | 2:13 | 4:10 | *    | 0 | 9 |

### Конькобежный спорт
Спортсменов — 20

#### Мужчины
Индивидуальные гонки
| Соревнование  | Спортсмены        | 1 забег       | 1 забег       | 2 забег       | 2 забег       | Результат | Место |
| Соревнование  | Спортсмены        | Результат     | Место         | Результат     | Место         | Результат | Место |
| ------------- | ----------------- | ------------- | ------------- | ------------- | ------------- | --------- | ----- |
| 500 метров    | Роман Креч        | 36.002        | 9             | 35.72         | 7             | 71.72     | 7     |
| 500 метров    | Артём Крикунов    | 35.87         | 8             | 36.37         | 9             | 72.24     | 9     |
| 500 метров    | Станислав Палкин  | 36.052        | 11            | 36.57         | 12            | 72.62     | 12    |
| 500 метров    | Дарсиль Эссамамбо | 36.16         | 13            | 36.59         | 13            | 72.75     | 13    |
| 1000 метров   | Роман Креч        | Не проводится | Не проводится | Не проводится | Не проводится | 1:10.94   | 8     |
| 1000 метров   | Станислав Палкин  | Не проводится | Не проводится | Не проводится | Не проводится | 1:11.19   | 10    |
| 1000 метров   | Фёдор Мезенцев    | Не проводится | Не проводится | Не проводится | Не проводится | 1:11.33   | 12    |
| 1000 метров   | Иван Аржаников    | Не проводится | Не проводится | Не проводится | Не проводится | 1:12.71   | 19    |
| 1500 метров   | Фёдор Мезенцев    | Не проводится | Не проводится | Не проводится | Не проводится | 1:51.71   | 11    |
| 1500 метров   | Иван Аржаников    | Не проводится | Не проводится | Не проводится | Не проводится | 1:53.50   | 17    |
| 1500 метров   | Дмитрий Морозов   | Не проводится | Не проводится | Не проводится | Не проводится | 1:54.78   | 23    |
| 1500 метров   | Александр Кленко  | Не проводится | Не проводится | Не проводится | Не проводится | 1:55.55   | 28    |
| 5000 метров   | Федор Андреев     | Не проводится | Не проводится | Не проводится | Не проводится | 7:26.57   | 14    |
| 5000 метров   | Артур Сергиенко   | Не проводится | Не проводится | Не проводится | Не проводится | 7:26.72   | 15    |
| 5000 метров   | Дмитрий Морозов   | Не проводится | Не проводится | Не проводится | Не проводится | DSQ       | DSQ   |
| 10 000 метров | Евгений Серяев    | Не проводится | Не проводится | Не проводится | Не проводится | 13:28,61  | 9     |

Командная гонка
| Соревнование    | Спортсмены                                                      | Четвертьфинал      | Полуфинал          | Финал    | Финал              | Итоговое Место |
| Соревнование    | Спортсмены                                                      | Соперник Результат | Соперник Результат | Название | Соперник Результат | Итоговое Место |
| --------------- | --------------------------------------------------------------- | ------------------ | ------------------ | -------- | ------------------ | -------------- |
| Командная гонка | Артур Сергиенко Фёдор Мезенцев Дмитрий Морозов Станислав Палкин | Не проводится      | Не проводится      | C        | Беларусь В 4:08.29 | 5              |

#### Женщины
Индивидуальные гонки
| Соревнование | Спортсмены        | 1 забег       | 1 забег       | 2 забег       | 2 забег       | Результат | Место |
| Соревнование | Спортсмены        | Результат     | Место         | Результат     | Место         | Результат | Место |
| ------------ | ----------------- | ------------- | ------------- | ------------- | ------------- | --------- | ----- |
| 500 метров   | Екатерина Айдова  | 39.48         | 4             | 39.36         | 3             | 78.84     | 4     |
| 500 метров   | Светлана Мальцева | 41.99         | 24            | 42.33         | 26            | 84.32     | 23    |
| 500 метров   | Алёна Стапцова    | 42.00         | 25            | 42.36         | 27            | 84.37     | 24    |
| 500 метров   | Надежда Сидельник | 41.61         | 23            | 60.32         | 37            | 101.93    | 36    |
| 1000 метров  |                   | Не проводится | Не проводится | Не проводится | Не проводится |           |       |
| 1000 метров  | Не проводится     |               |               |               |               |           |       |
| 1000 метров  | Не проводится     |               |               |               |               |           |       |
| 1000 метров  | Не проводится     |               |               |               |               |           |       |
| 1500 метров  | Екатерина Айдова  | Не проводится | Не проводится | Не проводится | Не проводится | 2:06.58   | 3     |
| 1500 метров  | Татьяна Климчук   | Не проводится | Не проводится | Не проводится | Не проводится | 2:10.30   | 13    |
| 1500 метров  | Мария Сизова      | Не проводится | Не проводится | Не проводится | Не проводится | 2:13.73   | 22    |
| 1500 метров  | Надежда Сидельник | Не проводится | Не проводится | Не проводится | Не проводится | DSQ       | DSQ   |
| 3000 метров  | Татьяна Климчук   | Не проводится | Не проводится | Не проводится | Не проводится | 4:28.92   | 5     |
| 3000 метров  | Мария Сизова      | Не проводится | Не проводится | Не проводится | Не проводится | 4:49.91   | 23    |
| 3000 метров  | Эльвира Халикова  | Не проводится | Не проводится | Не проводится | Не проводится | 4:52.40   | 27    |
| 5000 метров  | Татьяна Климчук   | Не проводится | Не проводится | Не проводится | Не проводится | 8:01.79   | 9     |

Командная гонка
| Соревнование    | Спортсмены                                                      | Четвертьфинал      | Полуфинал          | Финал    | Финал              | Итоговое Место |
| Соревнование    | Спортсмены                                                      | Соперник Результат | Соперник Результат | Название | Соперник Результат | Итоговое Место |
| --------------- | --------------------------------------------------------------- | ------------------ | ------------------ | -------- | ------------------ | -------------- |
| Командная гонка | Екатерина Айдова Татьяна Климчук Надежда Сидельник Мария Сизова | Не проводится      | Не проводится      |          |                    | 7              |

### Лыжное двоеборье
Спортсменов — 6
| Соревнование                                    | Спортсмены                                | Прыжки с трамплина | Прыжки с трамплина | Лыжная гонка | Лыжная гонка | Лыжная гонка | Итоговое время | Место |
| Соревнование                                    | Спортсмены                                | Результат          | Место              | Гандикап     | Результат    | Место        | Итоговое время | Место |
| ----------------------------------------------- | ----------------------------------------- | ------------------ | ------------------ | ------------ | ------------ | ------------ | -------------- | ----- |
| Нормальный трамплин/Индивидуальная гонка, 10 км | Чингиз Ракпаров                           | 97.3               | 16                 | +2:05        | 26:49.0      | 18           | 28:54.0        | 18    |
| Нормальный трамплин/Индивидуальная гонка, 10 км | Расул Гайрбеков                           | 70.2               | 23                 | +3:54        | 29:13.14     | 20           | 33:07.4        | 20    |
| Нормальный трамплин/Индивидуальная гонка, 10 км | Эльдар Орусаев                            | 33.7               | 26                 | +6:20        | 26:49.2      | 21           | 33:09.2        | 21    |
| Нормальный трамплин/Индивидуальная гонка, 10 км | Айбек Али                                 | 64.6               | 24                 | +4:16        | 30:11.2      | 24           | 34:27.2        | 24    |
| Нормальный трамплин/Индивидуальная гонка, 10 км | Вячеслав Бочкарёв                         | 73.5               | 22                 | +3:40        | 31:13.2      | 25           | 34:53.2        | 25    |
| Нормальный трамплин/Эстафета, 3х5 км            | Расул Гайрбеков Айбек Али Чингиз Ракпаров | 243.9              | 5                  | +2:31        | 39:21.9      | 6            | 41:52.9        | 6     |

| Соревнование                          | Спортсмены        | Лыжная гонка | Лыжная гонка | Лыжная гонка | Прыжки с трамплина | Прыжки с трамплина | Итоговые очки | Место |
| Соревнование                          | Спортсмены        | Результат    | Место        | Очки         | Результат          | Место              | Итоговые очки | Место |
| ------------------------------------- | ----------------- | ------------ | ------------ | ------------ | ------------------ | ------------------ | ------------- | ----- |
| Масс-старт, 10 км/Нормальный трамплин | Чингиз Ракпаров   | 24:39.7      | 13           | 93,7         | 84,0               | 12                 | 177.7         | 13    |
| Масс-старт, 10 км/Нормальный трамплин | Айбек Али         | 27:51.8      | 21           | 45,7         | 37.0               | 22                 | 82.7          | 20    |
| Масс-старт, 10 км/Нормальный трамплин | Расул Гайрбеков   | 28:18.3      | 22           | 39,2         | 40.6               | 20                 | 79.8          | 21    |
| Масс-старт, 10 км/Нормальный трамплин | Эльдар Орусаев    | 26:54.9      | 20           | 60,0         | -6.8               | 23                 | 53.2          | 22    |
| Масс-старт, 10 км/Нормальный трамплин | Вячеслав Бочкарёв | 30:59.6      | 24           | -1,0         | 39.1               | 21                 | 38.1          | 24    |

### Лыжные гонки
Спортсменов — 16

#### Мужчины
Дистанционные гонки
| Соревнование                          | Спортсмены        | Результат | Место |
| ------------------------------------- | ----------------- | --------- | ----- |
| 10 км классический стиль              | Виталий Пухкало   | 25:56.1   | 5     |
| 10 км классический стиль              | Александр Малышев | 26:19.6   | 8     |
| 10 км классический стиль              | Олжас Климин      | 26:22.0   | 9     |
| 10 км классический стиль              | Ринат Мухин       | 26:29.7   | 11    |
| 10 км классический стиль              | Сергей Малышев    | 26:32.4   | 14    |
| 10 км классический стиль              | Иван Люфт         | 27:09.0   | 23    |
| Гонка преследования свободный стиль   | Виталий Пухкало   | 27:16.6   | 4     |
| Гонка преследования свободный стиль   | Ринат Мухин       | 27:34.8   | 7     |
| Гонка преследования свободный стиль   | Сергей Малышев    | 27:56.2   | 8     |
| Гонка преследования свободный стиль   | Олжас Климин      | 27:58.6   | 10    |
| Гонка преследования свободный стиль   | Александр Малышев | 29:29.9   | 19    |
| Гонка преследования свободный стиль   | Иван Люфт         | 29:50.0   | 22    |
| 4 x 7,5 км эстафета                   |                   |           |       |
| 30 км классический стиль (масс-старт) |                   |           |       |
|                                       |                   |           |       |
|                                       |                   |           |       |
|                                       |                   |           |       |

Спринт
| Спортсмены        | Квалификация | Квалификация | Четвертьфинал | Четвертьфинал | Четвертьфинал | Полуфинал            | Полуфинал            | Полуфинал            | Финал                | Финал                | Итоговое место |
| Спортсмены        | Результат    | Место        | Заезд         | Результат     | Место         | Заезд                | Результат            | Место                | Результат            | Место                | Итоговое место |
| ----------------- | ------------ | ------------ | ------------- | ------------- | ------------- | -------------------- | -------------------- | -------------------- | -------------------- | -------------------- | -------------- |
| Иван Люфт         | 3:56.39      | 10           | 1             | 3:53.79       | 3             | 1                    | 3:53.91              | 3                    | 3:53.60              | 1                    | 1              |
| Олжас Климин      | 3:54.59      | 6            | 3             | 3:55.49       | 2             | 2                    | 3:53.96              | 1                    | 3:54.93              | 4                    | 4              |
| Александр Малышев | 3:52.76      | 4            | 2             | 3:57.28       | 1             | 1                    | 3:50.04              | 2                    | 4:20.57              | 6                    | 6              |
| Даулет Рахимбаев  | 3:55.54      | 8            | 5             | 3:56.82       | 2             | 2                    | 4:23.81              | 5                    | Завершил выступление | Завершил выступление | 10             |
| Константин Борцов | 3:52.07      | 2            | 4             | 4:14.08       | 5             | Завершил выступление | Завершил выступление | Завершил выступление | Завершил выступление | Завершил выступление | 21             |

#### Женщины
Дистанционные гонки
| Соревнование                          | Спортсмены        | Результат | Место |
| ------------------------------------- | ----------------- | --------- | ----- |
| 5 км классический стиль               | Анна Шевченко     | 14:23.8   | 3     |
| 5 км классический стиль               | Ирина Быкова      | 15:07.4   | 10    |
| 5 км классический стиль               | Ольга Мандрыка    | 15:11.2   | 12    |
| 5 км классический стиль               | Анна Стоян        | 15:15.5   | 13    |
| 5 км классический стиль               | Ангелина Шурыга   | 15:23.9   | 18    |
| 5 км классический стиль               | Анжелика Тарасова | 16:16.0   | 25    |
| Гонка преследования свободный стиль   | Анна Шевченко     | 13:51.0   | 3     |
| Гонка преследования свободный стиль   | Ольга Мандрыка    | 14:53.6   | 9     |
| Гонка преследования свободный стиль   | Ирина Быкова      | 15:40.6   | 16    |
| Гонка преследования свободный стиль   | Ангелина Шурыга   | 16:08.9   | 19    |
| Гонка преследования свободный стиль   | Анна Стоян        | 16:11.4   | 20    |
| Гонка преследования свободный стиль   | Анжелика Тарасова | 17:12.0   | 23    |
| 3 x 5 км эстафета                     |                   |           |       |
| 15 км классический стиль (масс-старт) |                   |           |       |
|                                       |                   |           |       |
|                                       |                   |           |       |
|                                       |                   |           |       |

Спринт
| Спортсмены       | Квалификация | Квалификация | Четвертьфинал | Четвертьфинал | Четвертьфинал | Полуфинал             | Полуфинал             | Полуфинал             | Финал                 | Финал                 | Итоговое место |
| Спортсмены       | Результат    | Место        | Заезд         | Результат     | Место         | Заезд                 | Результат             | Место                 | Результат             | Место                 | Итоговое место |
| ---------------- | ------------ | ------------ | ------------- | ------------- | ------------- | --------------------- | --------------------- | --------------------- | --------------------- | --------------------- | -------------- |
| Анна Стоян       | 3:26.54      | 2            | 4             | 3:34.34       | 1             | 2                     | 3:28.69               | 2                     | 3:26.06               | 3                     | 3              |
| Ангелина Шурыга  | 3:39.61      | 12           | 4             | 3:37.07       | 3             | Завершила выступление | Завершила выступление | Завершила выступление | Завершила выступление | Завершила выступление | 13             |
| Валентина Эбель  | 3:39.68      | 13           | 5             | 3:38.85       | 3             | Завершила выступление | Завершила выступление | Завершила выступление | Завершила выступление | Завершила выступление | 14             |
| Марина Матросова | 3:43.34      | 16           | 3             | 3:40.94       | 4             | Завершила выступление | Завершила выступление | Завершила выступление | Завершила выступление | Завершила выступление | 16             |

### Прыжки с трамплина
Спортсменов — 6

#### Мужчины
| Соревнование                     | Спортсмены       | Квалификация  | Квалификация  | Финал     | Финал    | Финал                | Финал                | Финал                | Финал                | Итоговое место |
| Соревнование                     | Спортсмены       | Результат     | Место         | 1 прыжок  | 1 прыжок | 2 прыжок             | 2 прыжок             | Всего                | Место                | Итоговое место |
| Соревнование                     | Спортсмены       | Результат     | Место         | Результат | Место    | Результат            | Место                | Всего                | Место                | Итоговое место |
| -------------------------------- | ---------------- | ------------- | ------------- | --------- | -------- | -------------------- | -------------------- | -------------------- | -------------------- | -------------- |
| Нормальный трамплин              | Сергей Ткаченко  | Не проводится | Не проводится | 122.2     | 12       | 126.3                | 10                   | 248.5                | 12                   | 12             |
| Нормальный трамплин              | Сабиржан Муминов | Не проводится | Не проводится | 124.3     | 8        | 120.7                | 22                   | 245.0                | 15                   | 15             |
| Нормальный трамплин              | Роман Ногин      | Не проводится | Не проводится | 93.2      | 43       | Завершил выступление | Завершил выступление | Завершил выступление | Завершил выступление | 43             |
| Нормальный трамплин              | Акрам Адилов     | Не проводится | Не проводится | 92.5      | 44       | Завершил выступление | Завершил выступление | Завершил выступление | Завершил выступление | 44             |
| Нормальный трамплин среди команд |                  | Не проводится | Не проводится |           |          |                      |                      |                      |                      |                |

#### Женщины
| Соревнование        | Спортсмены         | 1 прыжок  | 1 прыжок | 2 прыжок  | 2 прыжок | Всего | Место |
| Соревнование        | Спортсмены         | Результат | Место    | Результат | Место    | Всего | Место |
| ------------------- | ------------------ | --------- | -------- | --------- | -------- | ----- | ----- |
| Нормальный трамплин | Даяна Ахметвалиева | 28.1      | 12       | 8.9       | 12       | 37.0  | 12    |

#### Смешанные соревнования
| Соревнование                               | Спортсмены                         | 1 прыжок  | 1 прыжок | 2 прыжок  | 2 прыжок | Всего | Место |
| Соревнование                               | Спортсмены                         | Результат | Место    | Результат | Место    | Всего | Место |
| ------------------------------------------ | ---------------------------------- | --------- | -------- | --------- | -------- | ----- | ----- |
| Нормальный трамплин среди смешанных команд | Даяна Ахметвалиева Сергей Ткаченко | 130.3     | 8        | 23.1      | 8        | 153.4 | 8     |

### Сноуборд
Спортсменов — 12
Параллельный гигантский слалом
| Соревнование | Спортсмены       | Квалификация | Квалификация | Квалификация | Квалификация | 1/8 финала                     | Четвертьфинал         | Полуфинал             | Финал                 | Место |
| Соревнование | Спортсмены       | 1 спуск      | 2 спуск      | Всего        | Место        | Соперник Результат             | Соперник Результат    | Соперник Результат    | Соперник Результат    | Место |
| ------------ | ---------------- | ------------ | ------------ | ------------ | ------------ | ------------------------------ | --------------------- | --------------------- | --------------------- | ----- |
| Мужчины      | Роллан Садыков   | 25,99        | 25,96        | 51,95        | 7            | Оскар Бом (POL) П +2,88        | Завершил выступление  | Завершил выступление  | Завершил выступление  | 10    |
| Мужчины      | Асылбек Бейсенов | 27,77        | 28,79        | 56,56        | 18           | Завершил выступление           | Завершил выступление  | Завершил выступление  | Завершил выступление  | 18    |
| Мужчины      | Максим Юдаев     | 35,64        | 36,33        | 1:11,97      | 25           | Завершил выступление           | Завершил выступление  | Завершил выступление  | Завершил выступление  | 25    |
| Мужчины      | Дмитрий Егоренко | DSQ          | DSQ          | DSQ          | DSQ          | Завершил выступление           | Завершил выступление  | Завершил выступление  | Завершил выступление  | —     |
| Женщины      | Ксения Тупик     | 29,87        | 29,73        | 59,60        | 10           | DSQ                            | Завершила выступление | Завершила выступление | Завершила выступление | 12    |
| Женщины      | Дарья Слободкина | 30,12        | 29,78        | 59,90        | 12           | Каролина Штокфиш (CAN) П +9,86 | Завершила выступление | Завершила выступление | Завершила выступление | 13    |

### Фигурное катание
Спортсменов — 6

### Фристайл
Спортсменов — 16
Акробатика
| Соревнование | Спортсмены            | Квалификация 1 | Квалификация 1 | Квалификация 2 | Квалификация 2 | Финал 1 | Финал 1 | Финал 2               | Финал 2               | Итоговое место |
| Соревнование | Спортсмены            | Очки           | Место          | Очки           | Место          | Очки    | Место   | Очки                  | Место                 | Итоговое место |
| ------------ | --------------------- | -------------- | -------------- | -------------- | -------------- | ------- | ------- | --------------------- | --------------------- | -------------- |
| Мужчины      | Баглан Инкарбек       | 87.42          | 3              | 82.13          | 4              | 66.27   | 8       | Завершил выступление  | Завершил выступление  | 8              |
| Мужчины      | Мухамеджанов Дархан   | 74.34          | 8              | 71.92          | 10             | DNF     | DNF     | Завершил выступление  | Завершил выступление  | 12             |
| Женщины      | Жибек Арапбаева       | 66.04          | 4              | 81,58          | 4              | 69.89   | 4       | 60.84                 | 2                     | 2              |
| Женщины      | Жанбота Алдабергенова | 84.42          | 1              | 70.76          | 4              | 77.14   | 1       | 60.48                 | 3                     | 3              |
| Женщины      | Акмаржан Калмурзаева  | 52.78          | 7              | 71.50          | 3              | 67.34   | 5       | Завершила выступление | Завершила выступление | 5              |

Смешанная командная акробатика
| Спортсмены                               | Квалификация 1 | Квалификация 1 | Квалификация 2 | Квалификация 2 | Финал 1               | Финал 1               | Финал 2               | Финал 2               | Супер Финал 1         | Супер Финал 1         | Супер Финал 2         | Супер Финал 2         | Итоговое место |
| Спортсмены                               | Очки           | Место          | Очки           | Место          | Очки                  | Место                 | Очки                  | Место                 | Очки                  | Место                 | Очки                  | Место                 | Итоговое место |
| ---------------------------------------- | -------------- | -------------- | -------------- | -------------- | --------------------- | --------------------- | --------------------- | --------------------- | --------------------- | --------------------- | --------------------- | --------------------- | -------------- |
| Баглан Инкарбек Жанбота Алдабергенова    | 74.53          | 1              | 87.25          | 1              | 77.72                 | 1                     | 85.99                 | 1                     | 79.17                 | 1                     | 87.88                 | 1                     | 1              |
| Мухамеджанов Дархан Акмаржан Калмурзаева | 46.02          | 5              | 53.36          | 6              | Завершили выступление | Завершили выступление | Завершили выступление | Завершили выступление | Завершили выступление | Завершили выступление | Завершили выступление | Завершили выступление | 6              |

Могул
| Соревнование | Спортсмены          | Квалификация | Квалификация | Квалификация | Финал                | Финал                | Финал                | Итоговое место |
| Соревнование | Спортсмены          | Время        | Очки         | Место        | Время                | Очки                 | Место                | Итоговое место |
| ------------ | ------------------- | ------------ | ------------ | ------------ | -------------------- | -------------------- | -------------------- | -------------- |
| Мужчины      | Дмитрий Рейхерд     | 21.56        | 78.94        | 1            | 20.90                | 79.94                | 1                    | 1              |
| Мужчины      | Павел Колмаков      | 22.39        | 70.33        | 3            | 21.78                | 76.95                | 3                    | 3              |
| Мужчины      | Константин Горлачев | 31.42        | 13.33        | 13           | Завершил выступление | Завершил выступление | Завершил выступление | 13             |
| Мужчины      | Александр Геберт    | DNF          | DNF          | DNF          | DNF                  | DNF                  | DNF                  | DNF            |
| Женщины      | Юлия Галышева       | 24.89        | 67.06        | 1            | 25.12                | 73.80                | 1                    | 1              |

Параллельный могул
| Соревнование | Спортсмены          | Квалификация | Квалификация | Квалификация | Четвертьфинал                | Полуфинал                      | Финал                           | Место |
| Соревнование | Спортсмены          | Время        | Результат    | Место        | Соперник Результат           | Соперник Результат             | Соперник Результат              | Место |
| ------------ | ------------------- | ------------ | ------------ | ------------ | ---------------------------- | ------------------------------ | ------------------------------- | ----- |
| Мужчины      | Дмитрий Рейхерд     | 22.03        | 70.67        | 3            | Клеман Каброл Франция В 20   | Евгений Гедрович Россия В 16   | Сергей Шимбуев Россия В 13      | 1     |
| Мужчины      | Павел Колмаков      | 20.89        | 80.41        | 1            | Владислав Гусев Россия В 20  | Сергей Шимбуев Россия П 11     | Евгений Гедрович Россия В 20    | 3     |
| Мужчины      | Александр Геберт    | 24.78        | 48.13        | 9            | Завершил выступление         | Завершил выступление           | Завершил выступление            | 9     |
| Мужчины      | Константин Горлачев | 29.34        | 41.27        | 10           | Завершил выступление         | Завершил выступление           | Завершил выступление            | 10    |
| Женщины      | Юлия Галышева       | 25.90        | 62.58        | 1            | Антонина Дяткина Россия В 22 | Катарина Рамзауэр Австрия В 25 | Елизавета Безгодова Россия В 17 | 1     |

### Хоккей с шайбой
Спортсменов — 46

#### Мужчины
Состав
| Номер | Имя                  | Позиция    | Хват   | Рост, см | Вес, кг | Дата рождения | Клуб       |
| ----- | -------------------- | ---------- | ------ | -------- | ------- | ------------- | ---------- |
| 1     | Павел Полуэктов      | вратарь    | левый  | 170      | 70      | 20.01.1992    | ХК Торпедо |
| 3     | Георгий Дульнев      | защитник   | левый  | 170      | 70      | 25.03.1991    | Сарыарка   |
| 4     | Мадияр Ибрайбеков    | защитник   | левый  | 187      | 70      | 04.09.1995    | Барыс      |
| 7     | Владимир Гребенщиков | защитник   | левый  | 175      | 70      | 14.08.1992    | Иртыш      |
| 8     | Кирилл Савицкий      | нападающий | левый  | 175      | 70      | 09.03.1995    | Барыс      |
| 9     | Антон Сагадеев       | нападающий | левый  | 175      | 70      | 06.09.1993    | Сарыарка   |
| 10    | Никита Михайлис      | нападающий | правый | 175      | 70      | 08.07.1995    | ХК Торпедо |
| 11    | Александр Писарев    | защитник   | левый  | 175      | 70      | 20.11.1993    | Сарыарка   |
| 12    | Алексей Анциферов    | нападающий | правый | 170      | 65      | 04.03.1991    | Арлан      |
| 13    | Станислав Зинченко   | защитник   | правый | 178      | 70      | 05.07.1995    | Барыс      |
| 14    | Александр Нурек      | защитник   | правый | 175      | 75      | 15.02.1990    | Кулагер    |
| 15    | Ярослав Евдокимов    | нападающий | левый  | 175      | 70      | 18.09.1993    | Барыс      |
| 17    | Алихан Ассетов       | нападающий | левый  | 175      | 70      | 26.08.1996    | Барыс      |
| 18    | Константин Савенков  | нападающий | левый  | 175      | 70      | 25.03.1990    | Арлан      |
| 19    | Михаил Рахманов      | нападающий | левый  | 175      | 70      | 27.05.1992    | Иртыш      |
| 20    | Сергей Кудрявцев     | вратарь    | левый  | 175      | 70      | 05.04.1995    | ХК Торпедо |
| 21    | Владислав Никулин    | нападающий | правый | 175      | 70      | 10.11.1994    | Барыс      |
| 22    | Иван Степаненко      | защитник   | левый  | 170      | 70      | 12.11.1995    | Барыс      |
| 23    | Антон Петров         | нападающий | левый  | 175      | 70      | 14.07.1991    | Арлан      |
| 25    | Артем Бурделев       | нападающий | левый  | 175      | 70      | 11.02.1995    | Арлан      |
| 28    | Павел Акользин       | нападающий | левый  | 175      | 70      | 25.11.1990    | Арлан      |
| 29    | Дмитрий Гренц        | нападающий | правый | 172      | 70      | 10.07.1996    | Барыс      |
| 30    | Максим Грязнов       | вратарь    | левый  | 170      | 70      | 11.08.1992    | Горняк     |

По данным: FISU
Группа A
| М | Сборная   | И | В | ВО | ПО | П | ШЗ | ШП | РШ  | О |
| - | --------- | - | - | -- | -- | - | -- | -- | --- | - |
| 1 | Казахстан | 1 | 1 | 0  | 0  | 0 | 22 | 0  | +22 | 3 |
| 2 | Чехия     | 1 | 1 | 0  | 0  | 0 | 5  | 0  | +5  | 3 |
| 3 | Швеция    | 1 | 0 | 0  | 0  | 1 | 0  | 5  | −5  | 0 |
| 4 | Китай     | 1 | 0 | 0  | 0  | 1 | 0  | 00 | −22 | 0 |

Время местное (UTC+6).
| 28 января 2017 19:30 | Казахстан | 22 : 0 (9:0, 6:0, 7:0) | Китай | Дворец «Халык Арена», Алматы |

| Отчёт | Отчёт                                                                                                | Отчёт   | Отчёт              | Отчёт                                                         |
| --- | --- | ------- | ------------------ | ------------------------------------------------------------- |
| | |         |                    |                                                               |
| | Сергей Кудрявцев — 00:00-40:00, Павел Полуэктов — 40:00-60:00                                        | Вратари | 00:00-60:00 — Wu J | Судьи: HOLM Back Per Oscar Christoffe ROSHCHYN NIKITIN Alexey |
| | Голы:                                                                                                |         |                    | Судьи: HOLM Back Per Oscar Christoffe ROSHCHYN NIKITIN Alexey |
| Владимир Гребенщиков — 01:12 (К. Савицкий, А. Петров) Алихан Ассетов — 01:39 (А. Писарев) Антон Сагадеев — 05:17 (А. Ассетов) Дмитрий Гренц (бол.) — 08:51 (И. Степаненко, Н. Михайлис) Владислав Никулин — 10:15 Артем Бурделев — 10:48 (П. Акользин, А. Нурек) Кирилл Савицкий — 11:36 (М. Рахманов, В. Гребенщиков) Артем Бурделев — 12:39 (К. Савенков, П. Акользин) Алексей Анциферов — 19:59 (А. Ассетов, М. Ибрайбеков) Артем Бурделев — 20:58 (К. Савенков) Михаил Рахманов — 26:18 (К. Савицкий, А. Петров) Антон Сагадеев (мен.) — 29:46 Артем Бурделев — 34:53 (К. Савенков, А.Нурек) Алихан Ассетов — 37:00 (А. Сагадеев) Алихан Ассетов — 39:42 (А.Анциферов) Кирилл Савицкий (бол.) — 41:56 (В.Никулин, С.Зинченко) Артем Бурделев — 44:28 (К. Савенков, А.Нурек) Иван Степаненко — 46:35 М. Ибрайбеков, Я.Евдокимов) Константин Савенков — 51:56 (Г. Дульнев, В.Никулин) Михаил Рахманов — 52:37 (С. Зинченко, К. Савицкий) Дмитрий Гренц — 53:53 (Н. Михайлис) Ярослав Евдокимов — 56:54 (Д. Гренц, М. Ибрайбеков) | 1:0 2:0 3:0 4:0 5:0 6:0 7:0 8:0 9:0 10:0 11:0 12:0 13:0 14:0 15:0 16:0 17:0 18:0 19:0 20:0 21:0 22:0 |         |                    | Судьи: HOLM Back Per Oscar Christoffe ROSHCHYN NIKITIN Alexey |
| | |         |                    | Судьи: HOLM Back Per Oscar Christoffe ROSHCHYN NIKITIN Alexey |
| | |         |                    | Судьи: HOLM Back Per Oscar Christoffe ROSHCHYN NIKITIN Alexey |
| | |         |                    | Судьи: HOLM Back Per Oscar Christoffe ROSHCHYN NIKITIN Alexey |
| 4 мин | Штраф                                                                                                | 4 мин   |                    | Судьи: HOLM Back Per Oscar Christoffe ROSHCHYN NIKITIN Alexey |
| | |         |                    |                                                               |
| | 102                                                                                                  | Броски  | 10                 |                                                               |

Са

#### Женщины
Состав
| Номер | Имя                   | Позиция    | Хват   | Рост, см | Вес, кг | Дата рождения | Клуб    |
| ----- | --------------------- | ---------- | ------ | -------- | ------- | ------------- | ------- |
| 1     | Дария Молдабай        | нападающий | левый  | 169      | 63      | 23.01.1993    | Айсулу  |
| 3     | Мадина Турсунова      | нападающий | левый  | 165      | 60      | 13.11.1996    | Айсулу  |
| 4     | Пернеш Ашимова        | нападающий | левый  | 165      | 65      | 29.07.1996    | Айсулу  |
| 5     | Малика Алдабергенова  | нападающий | левый  | 170      | 65      | 05.05.1998    | Айсулу  |
| 6     | Ажар Хамимульдинова   | защитник   | левый  | 167      | 65      | 18.11.1993    | Айсулу  |
| 7     | Булбул Картанбаева    | нападающий | правый | 167      | 67      | 30.07.1993    | Томирис |
| 9     | Надежда Филимонова    | нападающий | левый  | 172      | 67      | 11.02.1997    | Томирис |
| 10    | Арай Шегебаева        | нападающий | левый  | 168      | 65      | 27.12.1991    | Айсулу  |
| 12    | Меруерт Рысбек        | нападающий | левый  | 165      | 60      | 05.02.1994    | Айсулу  |
| 13    | Татьяна Лихаус        | защитник   | левый  | 160      | 55      | 13.07.1997    | Айсулу  |
| 14    | Анастасия Орлова      | нападающий | правый | 172      | 67      | 29.10.1992    | Томирис |
| 15    | Галия Нургалиева      | защитник   | левый  | 170      | 68      | 27.01.1992    | Айсулу  |
| 17    | Ксения Бушуева        | нападающий | правый | 170      | 65      | 09.07.1998    | Айсулу  |
| 18    | Александра Феклистова | защитник   | левый  | 165      | 60      | 04.05.1998    | Айсулу  |
| 19    | Карина Фельзинк       | нападающий | левый  | 170      | 67      | 16.01.1996    | Айсулу  |
| 20    | Дарья Дмитриева       | вратарь    | левый  | 167      | 65      | 18.11.1990    | Устинка |
| 21    | Юлия Буторина         | защитник   | левый  | 170      | 70      | 17.07.1995    | Томирис |
| 22    | Аида Олжабаева        | защитник   | левый  | 165      | 65      | 01.05.1997    | Айсулу  |
| 23    | Эльвира Рамазанова    | нападающий | левый  | 170      | 65      | 25.01.1995    | Томирис |
| 25    | Татьяна Глазкова      | вратарь    | левый  | 170      | 65      | 28.08.1996    | Айсулу  |
| 27    | Фатима Китайбекова    | защитник   | правый | 170      | 68      | 09.05.1998    | Томирис |
| 29    | Ляззат Мынжасарова    | защитник   | левый  | 165      | 60      | 11.08.1995    | Айсулу  |
| 30    | Арина Щеколова        | вратарь    | левый  | 165      | 60      | 17.03.1999    | Айсулу  |

По данным: FISU
Группа A
| М | Сборная        | И | В | ВО | ПО | П | ШЗ | ШП | РШ  | О |
| - | -------------- | - | - | -- | -- | - | -- | -- | --- | - |
| 1 | Канада         | 2 | 2 | 0  | 0  | 0 | 23 | 1  | +22 | 6 |
| 2 | Китай          | 2 | 1 | 0  | 0  | 1 | 5  | 10 | -5  | 3 |
| 3 | Казахстан      | 2 | 1 | 0  | 0  | 1 | 12 | 4  | +8  | 3 |
| 4 | Великобритания | 2 | 0 | 0  | 0  | 2 | 0  | 25 | −25 | 0 |

Время местное (UTC+6).
| 28 января 2017 20:00 | Казахстан | 11 : 0 (4:0, 3:0, 3:0) | Великобритания | Дворец спорта и культуры имени Балуана Шолака, Алматы |

| Отчёт | Отчёт                                         | Отчёт   | Отчёт                    | Отчёт                                             |
| --- | --------------------------------------------- | ------- | ------------------------ | ------------------------------------------------- |
| |                                               |         |                          |                                                   |
| | Дарья Дмитриева — 00:00-60:00                 | Вратари | 00:00-60:00 — Bolwell Sa | Судьи: COOKE Kelly Elizabeth RAABYE FUCHSEL Maria |
| | Голы:                                         |         |                          | Судьи: COOKE Kelly Elizabeth RAABYE FUCHSEL Maria |
| Карина Фельзинк — 01:46 (Г. Нургалиева) Малика Алдабергенова (бол.) — 06:20 (М. Рысбек) Ажар Хамимульдинова (бол.) — 12:36 (М. Рысбек) Галия Нургалиева — 18:01 (Э. Рамазанова) Булбул Картанбаева — 22:54 (А. Шегебаева, А. Олжабаева) Меруерт Рысбек (бол.) — 29:50 (А. Алдабергенова, А. Орлова) Пернеш Ашимова (бол.) — 32:58 (А. Феклистова, А. Хамимульдинова) Анастасия Орлова (бол.) — 34:39 (М. Рысбек, А. Олжабаева) Арай Шегебаева (мен.) — 48:05 (Г. Нургалиева) Карина Фельзинк — 53:34 (А. Олжабаева) Булбул Картанбаева (мен.) — 58:23 (А. Орлова) | 1:0 2:0 3:0 4:0 5:0 6:0 7:0 8:0 9:0 10:0 11:0 |         |                          | Судьи: COOKE Kelly Elizabeth RAABYE FUCHSEL Maria |
| |                                               |         |                          | Судьи: COOKE Kelly Elizabeth RAABYE FUCHSEL Maria |
| |                                               |         |                          | Судьи: COOKE Kelly Elizabeth RAABYE FUCHSEL Maria |
| |                                               |         |                          | Судьи: COOKE Kelly Elizabeth RAABYE FUCHSEL Maria |
| 10 мин | Штраф                                         | 45 мин  |                          | Судьи: COOKE Kelly Elizabeth RAABYE FUCHSEL Maria |
| |                                               |         |                          |                                                   |
| | 63                                            | Броски  | 11                       |                                                   |

| 30 января 2017 20:00 | Китай | 4 : 1 (1:0, 2:1, 1:0) | Казахстан | Дворец спорта и культуры имени Балуана Шолака, Алматы |

| Отчёт | Отчёт                         | Отчёт                                          | Отчёт              | Отчёт                                             |
| --- | ----------------------------- | ---------------------------------------------- | ------------------ | ------------------------------------------------- |
| |                               |                                                |                    |                                                   |
| | Дарья Дмитриева — 00:00-60:00 | Вратари                                        | 00:00-60:00 — HE S | Судьи: COOKE Kelly Elizabeth RAABYE FUCHSEL Maria |
| | Голы:                         |                                                |                    | Судьи: COOKE Kelly Elizabeth RAABYE FUCHSEL Maria |
| DENG D (бол.) — 19:49 (ZHAO Q, KONG M) ZHANG M — 21:41 (ZHAO Q, KONG M) HE X (бол.) — 35:54 ( FANG X) FANG X — 47:14 (KONG M, HE X) | 1:0 2:0 2:1 3:1 4:1           | Карина Фельзинк (бол.) — 25:07 (Г. Нургалиева) |                    | Судьи: COOKE Kelly Elizabeth RAABYE FUCHSEL Maria |
| |                               |                                                |                    | Судьи: COOKE Kelly Elizabeth RAABYE FUCHSEL Maria |
| |                               |                                                |                    | Судьи: COOKE Kelly Elizabeth RAABYE FUCHSEL Maria |
| |                               |                                                |                    | Судьи: COOKE Kelly Elizabeth RAABYE FUCHSEL Maria |
| 4 мин | Штраф                         | 14 мин                                         |                    | Судьи: COOKE Kelly Elizabeth RAABYE FUCHSEL Maria |
| |                               |                                                |                    |                                                   |
| | 40                            | Броски                                         | 22                 |                                                   |

### Шорт-трек
Спортсменов — 11

#### Мужчины
| Соревнование | Спортсмены | Отборочный раунд | Отборочный раунд | Отборочный раунд | Четвертьфинал | Четвертьфинал | Четвертьфинал | Полуфинал | Полуфинал | Полуфинал | Финал    | Финал     | Финал | Итоговое место |
| Соревнование | Спортсмены | Забег            | Результат        | Место            | Забег         | Результат     | Место         | Забег     | Результат | Место     | Название | Результат | Место | Итоговое место |
| ------------ | ---------- | ---------------- | ---------------- | ---------------- | ------------- | ------------- | ------------- | --------- | --------- | --------- | -------- | --------- | ----- | -------------- |
| 500 метров   |            |                  |                  |                  |               |               |               |           |           |           |          |           |       |                |
|              |            |                  |                  |                  |               |               |               |           |           |           |          |           |       |                |
|              |            |                  |                  |                  |               |               |               |           |           |           |          |           |       |                |
| 1000 метров  |            |                  |                  |                  |               |               |               |           |           |           |          |           |       |                |
|              |            |                  |                  |                  |               |               |               |           |           |           |          |           |       |                |
|              |            |                  |                  |                  |               |               |               |           |           |           |          |           |       |                |
| 1500 метров  |            |                  |                  |                  | Не проводится | Не проводится | Не проводится |           |           |           |          |           |       |                |
| 1500 метров  |            |                  |                  | Не проводится    |               |               |               |           |           |           |          |           |       |                |
| Эстафета     |            | Не проводится    | Не проводится    | Не проводится    | Не проводится | Не проводится | Не проводится |           |           |           |          |           |       |                |

#### Женщины
| Соревнование | Спортсмены | Отборочный раунд | Отборочный раунд | Отборочный раунд | Четвертьфинал | Четвертьфинал | Четвертьфинал | Полуфинал | Полуфинал | Полуфинал | Финал    | Финал     | Финал | Итоговое место |
| Соревнование | Спортсмены | Забег            | Результат        | Место            | Забег         | Результат     | Место         | Забег     | Результат | Место     | Название | Результат | Место | Итоговое место |
| ------------ | ---------- | ---------------- | ---------------- | ---------------- | ------------- | ------------- | ------------- | --------- | --------- | --------- | -------- | --------- | ----- | -------------- |
| 500 метров   |            |                  |                  |                  |               |               |               |           |           |           |          |           |       |                |
|              |            |                  |                  |                  |               |               |               |           |           |           |          |           |       |                |
|              |            |                  |                  |                  |               |               |               |           |           |           |          |           |       |                |
| 1000 метров  |            |                  |                  |                  |               |               |               |           |           |           |          |           |       |                |
|              |            |                  |                  |                  |               |               |               |           |           |           |          |           |       |                |
|              |            |                  |                  |                  |               |               |               |           |           |           |          |           |       |                |
| 1500 метров  |            |                  |                  |                  | Не проводится | Не проводится | Не проводится |           |           |           |          |           |       |                |
| 1500 метров  |            |                  |                  | Не проводится    |               |               |               |           |           |           |          |           |       |                |
| 1500 метров  |            |                  |                  | Не проводится    |               |               |               |           |           |           |          |           |       |                |
| Эстафета     |            | Не проводится    | Не проводится    | Не проводится    | Не проводится | Не проводится | Не проводится |           |           |           |          |           |       |                |